# 脆皮蛙
脆皮蛙（学名：Rana fragilis）为赤蛙科赤蛙屬的两栖动物，是中国的特有物种。分布于海南等地。该物种的模式产地在海南。